# Klin
Klin (russisch Клин) ist eine russische Stadt in der Oblast Moskau. Sie liegt rund 90 Kilometer nordwestlich von Moskau an der Fernstraße M10 Rossija, an der Autobahn M11 Newa und an der Bahnstrecke Sankt Petersburg–Moskau. Klin ist Verwaltungszentrum des gleichnamigen Rajons und hat 80.585 Einwohner (Stand 14. Oktober 2010).

## Geschichte

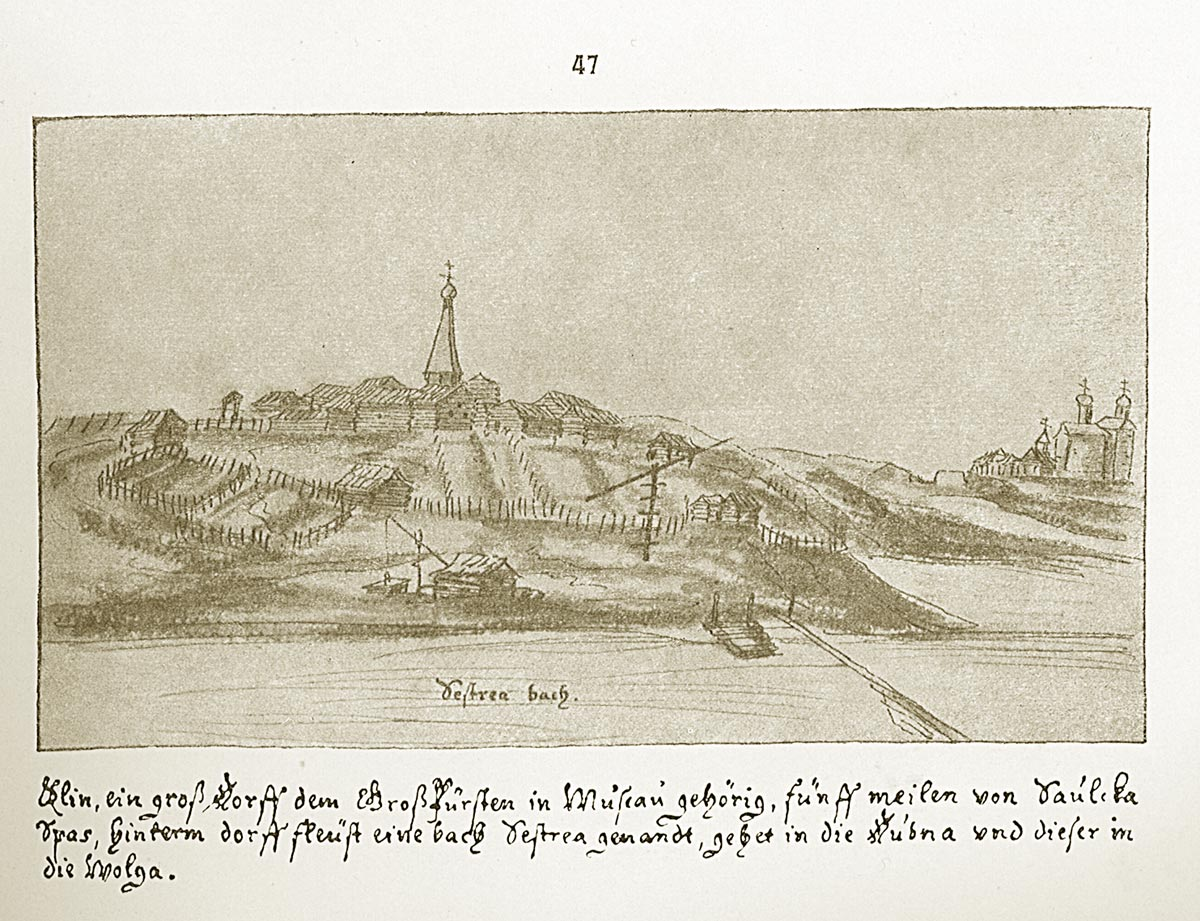
Klin im Jahre 1661

Klin wurde 1317 das erste Mal in der Nikonchronik urkundlich erwähnt. Lange Zeit war der Ort als Festungsstadt zwischen den Fürstentümern Moskau und Twer umstritten. 
Der spätere Zar Michael I. wurde unter der Herrschaft von Boris Godunow mit seinen Tanten im Jahr 1603  nach Klin verbannt.
Nach einer Periode des Niedergangs blühte Klin, das 1781 Stadtrechte erhielt, mit der Errichtung der Eisenbahnverbindung nach Sankt Petersburg Mitte des 19. Jahrhunderts neu auf. In der kommunistischen Ära war Klin eines der ersten Zentren der chemischen Industrie.
Während des Zweiten Weltkrieges wurde Klin am 23. November 1941 von der Wehrmacht im Zuge des Unternehmens Taifun erobert, konnte jedoch bereits am 15. Dezember 1941 von Einheiten der Westfront der Roten Armee wieder befreit werden.

### Bevölkerungsentwicklung
| Jahr | Einwohner |
| ---- | --------- |
| 1897 | 4.655     |
| 1926 | 8.700     |
| 1939 | 27.691    |
| 1959 | 53.322    |
| 1970 | 80.875    |
| 1979 | 91.487    |
| 1989 | 94.908    |
| 2002 | 83.178    |
| 2010 | 80.585    |

Anmerkung: Volkszählungsdaten (1926 gerundet)

## Persönlichkeiten

### Söhne und Töchter der Stadt
- Wassili Smirnow (1858–1890), Maler
- Nikolai Briling (1876–1961), Ingenieur
- Semjon Wladimirow (1895–1956), Waffenkonstrukteur
- Nikolai Papiwin (1903–1963), sowjetischer Offizier, Generaloberst (Luftstreitkräfte)
- Wiktor Witkiewicz (1917–1972), Radioastronom
- Sergei Afanassjew (1918–2001), Politiker
- Juri Roschdestwenski (1926–1999), Philologe, Philosoph und Orientalist
- Jewgeni Minajew (1933–1993), Gewichtheber
- Sergei Jefremow (* 1938), Theaterregisseur
- Wladimir Wassiljew (* 1949), Politiker, Generaloberst der Polizei
- Walentin Rosanow (* 1955), Künstler
- Artur Murawjow (* 1965), Politiker
- Alexander Galuschka (* 1975), Politiker
- Roman Schtschetnew (* 1976), Offizier (Luftlandetruppen)
- Jelena Konewzewa (* 1981), Leichtathletin
- Alexander Schulginow (* 1998), Shorttracker

### Personen mit Beziehung zur Stadt Klin
- Arkadi Gaidar (1904–1941), Jugendschriftsteller, lebte 1938–1941 in Klin
- Dmitri Mendelejew (1834–1907), Chemiker, lebte bei Klin
- Pjotr Tschaikowski (1840–1893), Komponist, lebte bis kurz vor seinem Tod in Klin; sein Wohnhaus ist heute als Museum eingerichtet
- Olga Subowa (* 1993), Weltmeisterin im Gewichtheben

## Weiterführende Bildungseinrichtungen
- Institut für Ökonomie und Recht

## Sport
Der Eishockeyverein Titan Klin spielt in der zweithöchsten russischen Spielklasse.

## Sehenswürdigkeiten
- Tschaikowski-Museum
- Ehemaliges Anwesen von Dmitri Mendelejew
- Uspenski-Kathedrale (16. Jahrhundert)
- Auferstehungskirche (1712)
- Handelsreihen

## Bilder

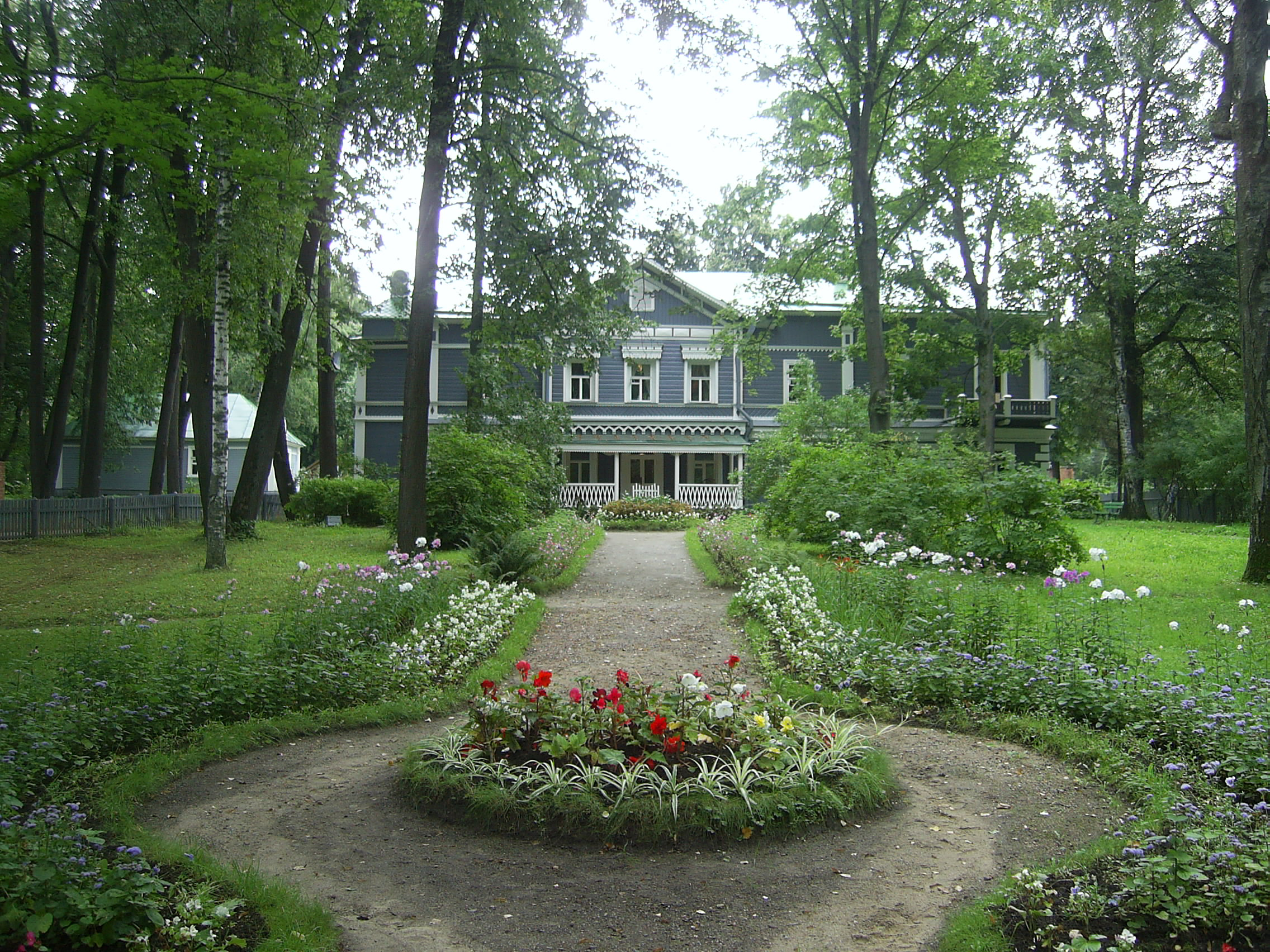
Tschaikowski-Haus
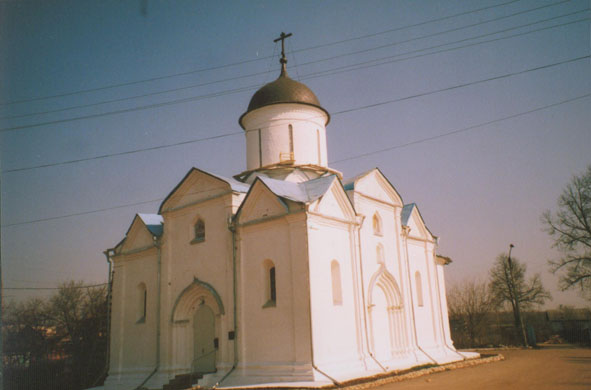
Uspenski-Kathedrale
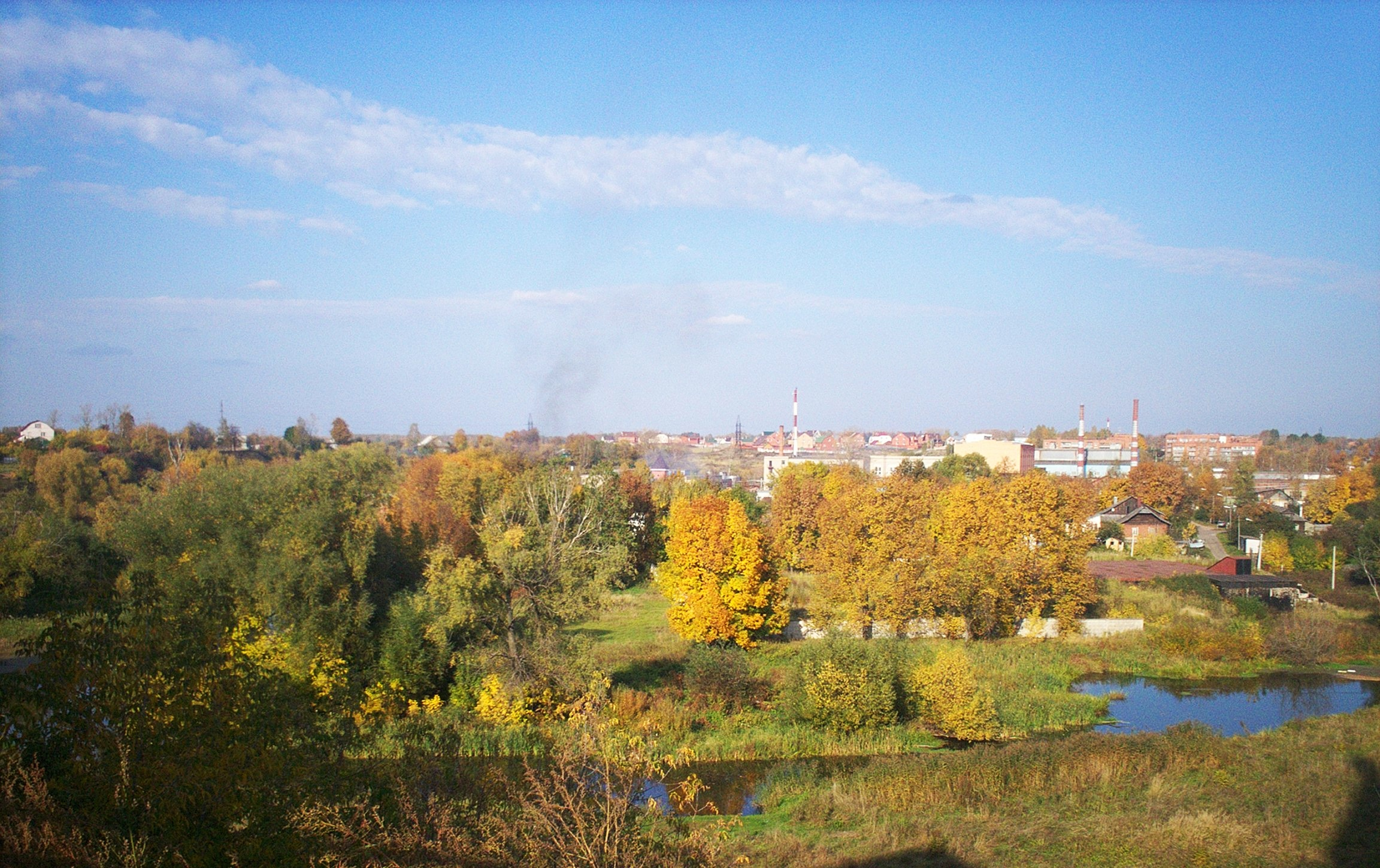
Blick über Klin und Fluss Sestra